# Sumner (Illinois)
Pour les articles homonymes, voir Sumner.
Sumner est une petite ville du comté de Lawrence, dans l'Illinois, aux États-Unis. Elle est incorporée le 10 juin 1887.

## Démographie
Lors du recensement de 2010, la ville comptait une population de 3 174 habitants. Elle est estimée, en 2016, à 3 167 habitants.

## Personnalités
- Lee Martin (en), écrivain.
- Lester Melrose, producteur.
- Walter Melrose (en), musicien (frère de Lester).

## Source de la traduction
- (en) Cet article est partiellement ou en totalité issu de l’article de Wikipédia en anglais intitulé « Sumner, Illinois » (voir la liste des auteurs).